# Sternotomis flavomaculata
Sternotomis flavomaculata là một loài bọ cánh cứng trong họ Cerambycidae.